# Tegostoma nigronaervalis
Tegostoma nigronaervalis là một loài bướm đêm trong họ Crambidae.